# Лойоб (район Рудаки)
Лойо́б (тадж. Лойоб) — село в районах республиканского подчинения Республики Таджикистан. 
Входит в состав джамоата (сельской общины) Киблаи района Рудаки.
Находится на холмистой местности недалеко от столицы Таджикистана (г. Душанбе), на расстоянии 50 км от райцентра (пгт. Сомониён) и 5 км от центра джамоата (село Киблаи).
Население — 1011 чел. (2017).